# Монтекио (Верона)
Монтекио је насеље у Италији у округу Верона, региону Венето.
Према процени из 2011. у насељу је живело 262 становника. Насеље се налази на надморској висини од 519 м.